# Gadget
Un gadget es un dispositivo tecnológico con una función específica, generalmente de pequeñas proporciones, práctico y novedoso en su diseño. En el siglo XXI, los dispositivos electrónicos portátiles son llamados, genéricamente, gadgets. Derivado del gadget, el widget es una aplicación diseñada interaccionar a través de la Internet; por ejemplo una extensión de alguna aplicación de negocios, que nos provea información en tiempo real del estatus del negocio u organización.
La palabra es de origen inglés pero se emplea comúnmente en español, en especial en ambientes relacionados con la tecnología, pero no aparece en la última edición del DRAE. El diccionario de neologismos de Manuel Seco lo recoge con la acepción de dispositivo electrónico, al igual que la última edición del diccionario de uso de María Moliner.  Sinónimos posibles en español son artilugio o aparato.

## Etimología
Según el Oxford English Dictionary, el término inglés data de la década de 1850 y proviene del francés gâchette, un mecanismo de cerradura, o bien de gagée, herramienta. La primera aparición impresa de la palabra gadget es de 1886, en un libro de Robert Brown, Spunyarn and Spindrift, reflejando su uso por marineros para referirse a un objeto cuyo nombre no recuerdan. La etimología popular, sin embargo, considera que se acuñó en torno a 1885, cuando la empresa Gaget, Gauthier & Cia, encargada de la fundición de la Estatua de la Libertad, comenzó a vender reproducciones pequeña escala de la famosa escultura. Aunque ostensiblemente falsa, esta derivación suele ser la más difundida.

## Uso en el psicoanálisis
El término gadget adquirió un significado específico en el campo del psicoanálisis, a partir de la segunda mitad del siglo XX, cuando Jacques Lacan lo utilizó para referirse a los objetos de consumo producidos y ofertados como «deseos» por la lógica capitalista - en la cual están incluidos el saber científico y las tecnologías en general.

## En la cultura de masas
Gadget fue el nombre en código de la primera bomba atómica construida por los científicos del Proyecto Manhattan y detonada en la Prueba Trinity.
En la ficción, los gadgets son un recurso muy usado en los relatos de espionaje, y a partir de ellos en películas y series; especialmente en la franquicia de James Bond, uno de cuyos personajes, Q, se caracteriza por el diseño de gadgets específicos camuflados como objetos de uso cotidiano.
En las historietas de súperheroes los gadgets son usados por algunos de ellos, como Iron Man o Batman, o bien por los villanos, como Lex Luthor. En un giro cómico de esta dependencia de los dispositivos, la productora francoestadounidense DIC, creó el personaje del Inspector Gadget.